# 岡崎大樹
岡崎 大樹（おかざき ひろき、1984年8月23日 - ）は、日本の俳優。広島県出身。身長180cm。所属事務所はカオス・パフォーマーズオフィス。
2008年早稲田大学第一文学部卒業。大学在学中にミュージカルサークルへ参加した事がきっかけになり、ダンス・ボイストレーニングを始め、ミュージカルやダンス公演に出演する。現在は舞台を中心に活動中。その他、脚本を書く、振付をするなど活動は多岐におよぶ。
特技はバレエ、ジャズダンス、コンテンポラリーダンス、サックス演奏、VR制作。

## 主な出演作品

### 舞台
- ミュージカル「スウィングボーイズ」（2006年 東京芸術劇場中ホール）
- ミュージカル「君に捧げる歌」（2006年 青山劇場）- コテツ役
- ミュージカル「海のメルヘン〜愛はよみがえる〜」（2008年 サンリオピューロランド）- 主演・ランディ役
- ブロードウェイミュージカル「フットルース」（2008年 東京芸術劇場中ホール、全国公演）- ライル役
- 舞台「銀河英雄伝説」〜第一章 銀河帝国編〜（2011年 青山劇場）
- 舞台「銀河英雄伝説」〜ロイエンタール・ミッターマイヤー編（2011年 サンシャイン劇場）
- Live Performance show"Spinning BOX"（2011年 横浜BLITZ）
- 「源氏物語×大黒摩季songs〜ボクは、十二単に恋をする〜」（2012年 天王洲銀河劇場）- 弘徽殿役
- 「ハイスクール歌劇団☆男組」（2012年、天王洲銀河劇場）- 前川邦明役
- カオスパフォーマーズオフィス「THE SHOW CASE VOL.4」（2013年 Studio Cube 326）- 構成・演出・出演
- 美内すずえ×ガラスの仮面劇場「女海賊ビアンカ」（2013年 AiiA Theater Tokyo）- ウッズ役 [1]
- 朗読劇「2人のロミオと2人のジュリエット」（2014年 ザ・キッチンNAKANO）
- 農業系ロックミュージカル「いただきます！」（2014年 新宿FACE）
- 美内すずえ×ガラスの仮面劇場「女海賊ビアンカ」（2014年 森ノ宮ピロティホール）- ウッズ役[2]
- 「Spinning Channel」 （2014年5月27日-6月1日 DDD AOYAMA CROSS THEATER）- 構成・演出・振付・出演[3]
- Theatre de Yuhi Vol.1「La Vie - 彼女が描く、絵の世界」（2014年7月30-8月3日 天王洲銀河劇場、2014年8月22日-8月24日 梅田芸術劇場）[4]
- ミュージカル「虹のプレリュード」（2014年10月2日-5日 天王洲銀河劇場）[5]
- 「SONG OF SOULS-慶長幻魔戦記-」（2014年11月7日-16日 KAAT神奈川芸術劇場、2014年11月23日-24日 梅田芸術劇場）[6]
- 「TARO〜俺たちが救う！！〜」（2015年1月21日-25日 CBGKシブゲキ!!）- 竜の子太郎役
- 「THE SHOW CASE Vol.5 THE COLLECTION」（2015年3月14日 ベースメントモンスター）
- ミュージカル「エリザベート」（2015年6月13日-8月26日 帝国劇場）- トートダンサー[7]
- ミュージカル「リボンの騎士」（2015年11月12日-17日 赤坂ACTシアター、2015年12月3日-6日 シアターBRAVA！）
- TOKYO 七福神GEKIJO「TARO〜俺たちが救う！！〜」（2016年3月2日-3月6日 博品館劇場）- 竜の子太郎役
- ミュージカル「エリザベート」（2016年6月28日-7月26日 帝国劇場、8月6日-9月4日 博多座、9月11日-30日 梅田芸術劇場、10月8日-23日 中日劇場）- トートダンサー[7]
- USJ「戦国・ザ・リアル at 大坂城 」（2016年12月-2017年3月 大阪城西の丸庭園）- 琵琶法師役
- ミュージカル「THE CIRCUS！」－EPISODE1 The Core－（2017年9月24日-10月15日 よみうり大手町ホール、10月18日 刈谷市総合文化センター、10月20日-23日 サンケイホールブリーゼ、10月24日 福岡市民会館）- クロウ役
- ミュージカル「黒執事」－Tango on the Campania－（2017年12月31日-2018年1月14日 赤坂ACTシアター、1月10日-1月22日 神戸国際会館こくさいホール、1月26日-28日 江南市民文化会館、2月3日-4日 本多の森ホール、2月10日-12日 久留米シティプラザ）
- 「Hibiya Festival」オープニングセレモニー（2018年4月26日 東京ミッドタウン日比谷）
- 銀河鉄道999 40周年記念作品 舞台「銀河鉄道999〜GALAXY OPERA〜」（2018年6月23日-6月30日 明治座、7月21日-22日 北九州芸術劇場大ホール、7月25日-29日 梅田芸術劇場）
- 劇団ぼるぼっちょ「ダンナー・ジェンダップ」（2018年9月7日-17日 ザ☆キッチンNAKANO）
- 音楽劇「道（La Strada）」（2018年12月8日-28日、日生劇場）
- ミュージカル「エリザベート」（2019年6月7日-8月26日 帝国劇場）トートダンサー[7]役
- ソロパフォーマンス・岡崎大樹の孤高格闘演劇「シャドウ アクティング round1」（2019年1月11日 渋谷公園通りクラシックス）
- 二期会オペラ「椿姫」ダンサー　（2020年2月19日-23日 東京文化会館）
- ミュージカル「エリザベート」（2020年 ※コロナ対策の為中止）トートダンサー[7]役
- ミュージカル「ゴヤｰGOYA-」（2021年4月8日-5月9日 日生劇場、御園座）
- ミュージカル「エニシング・ゴーズ」（2021年8月1日-10月5日 明治座、御園座、新歌舞伎座、博多座）
- TPT THEATRE WORKSHOPコレクション2021　世界戯曲の旅　『ミザントロオプ　孤客　もしくは怒りっぽい恋人』フィラント役（2021年10月29日-11月3日 すみだパークギャラリーささや）
- ミュージカル 「FLOWER DRUM SONG」（2022年4月23日-4月30日 日本青年館、森ノ宮ピロティホール）
- 音楽劇『クラウディア』Produced by 地球ゴージャス　デカンショ役（2022年7月4日-7月31日 Brillia HALL・森ノ宮ピロティホール）
- ミュージカル「エリザベート」（2022年10月9日-2023年1月31日 帝国劇場、御園座、梅田芸術劇場、博多座）トートダンサー[7]役
- 東京二期会 オペラ劇場「椿姫」ダンサー（2023年7月13日-17日 東京文化会館）
- ミュージカル「ベートーヴェン」（2023年12月9日-2024年1月21日 日生劇場、福岡サンパレス、御園座、兵庫県立芸術文化センター）ゴースト(Piano)役
- 真風涼帆１st Concert「unknown」（2024年4月5日～4月22日 東京国際フォーラム、梅田芸術劇場）
- 古川雄大Yuta Furukawa 15th Anniversary Live Tour 〜Delicious〜（2024年6月19日～7月9日　三郷市文化会館、COOL JAPAN PARK OSAKA、長野市芸術館、東京ガーデンシアター）出演、振付
- THE BEST New HISTORY COMING（2025年2月14日～2月28日　帝国劇場出演
- TANGO BARDO(2025年5月2日)  めぐろパーシモンホール 小ホール 出演予定
- ミュージカル「ブラック・ジャック」（2025年6月28日 - 7月13日、IMM THEATER / 7月18日、新潟テルサ / 21日、COMTEC PORTBASE / 23日、アクトシティ浜松 / 26日、カナモトホール / 7月31日 - 8月2日、兵庫県立芸術文化センター）[8]
- ミュージカル「エリザベート」（2025年10月10日 - 11月29日、東急シアターオーブ / 12月9日 - 18日、札幌文化芸術劇場 hitaru / 12月29日 - 2026年1月10日、梅田芸術劇場 メインホール / 1月19日 - 31日、博多座） - トートダンサー 役[9]

### ディナーショー
- 真風涼帆 Christmas Dinner Show Joyeux Noēl (2024年12月25日　ホテル阪急インターナショナル)グッズデザイン、出演
- 真風涼帆 クリスマスディナーショー2025  Joyeux Noēl (2025年12月24~25日　第一ホテル東京)　出演予定

### イベント
- Making of “Spinning BOX” 34Days発売記念イベントMC（2012年 全国四都市）
- SPINNING CHANNEL DVD発売記念イベント（2014年10月11日 ワテラスコモンホール）

### テレビ
- ドラマ「ハイスクール歌劇団☆男組」（2012年 TBS）- 前川邦明役
- CM「かんぽ生命〜人生は夢だらけ〜」（2016年）- ダンサー出演

### 映画
- アルカナ （2013年10月19日公開）